# Вальгольйо
Вальгольйо, Вальґольйо (італ. Valgoglio) — муніципалітет в Італії, у регіоні Ломбардія, провінція Бергамо.
Вальгольйо розташоване на відстані близько 500 км на північний захід від Рима, 80 км на північний схід від Мілана, 36 км на північний схід від Бергамо.
Населення — 601 особа (2014).
Щорічний фестиваль відбувається 15 серпня. Покровителька — Богородиця Небовзята.

## Демографія
Населення за роками:

Станом на 1 січня 2023 року в муніципалітеті офіційно проживало 7 іноземців з 5 країн, серед них 5 громадян країн Євросоюзу та 1 громадянин України.

## Сусідні муніципалітети
- Ардезіо
- Бранці
- Карона
- Ганделліно
- Громо